# Ratusz w Kórniku
Ratusz w Kórniku – ratusz usytuowany przy rynku na Placu Niepodległości w Kórniku, pochodzi z 1910 roku. Został zbudowany na miejscu starego, barokowego z 1755, zniszczonego przez pożar.

## Architektura
Projektantem budowli był architekt Paul Pitt z Poznania, a budowę nadzorowali Wacław Pełczyński i Antoni Ruczyński. Jest to neobarokowy budynek, wzniesiony na planie prostokąta. Posiada czterospadowy, mansardowy dach, nakryty czerwoną dachówką. Elewacje oddziela od siebie płaski gzyms. Na wieżyczce z hełmem blaszanym umieszczone są tarcze zegarowe. Obecnie ratusz jest siedzibą Urzędu Miasta i Gminy.

## Niemieckie mordy
W październiku 1939 przy ścianie aresztu policyjnego w ratuszu Niemcy rozstrzelali 14 mieszkańców Kórnika i okolic.
W grudniu 1941 Niemcy zamordowali tutaj Romana Szczepaniaka z Żernik (w ratuszu mieścił się areszt policji kórnickiej).

## Galeria

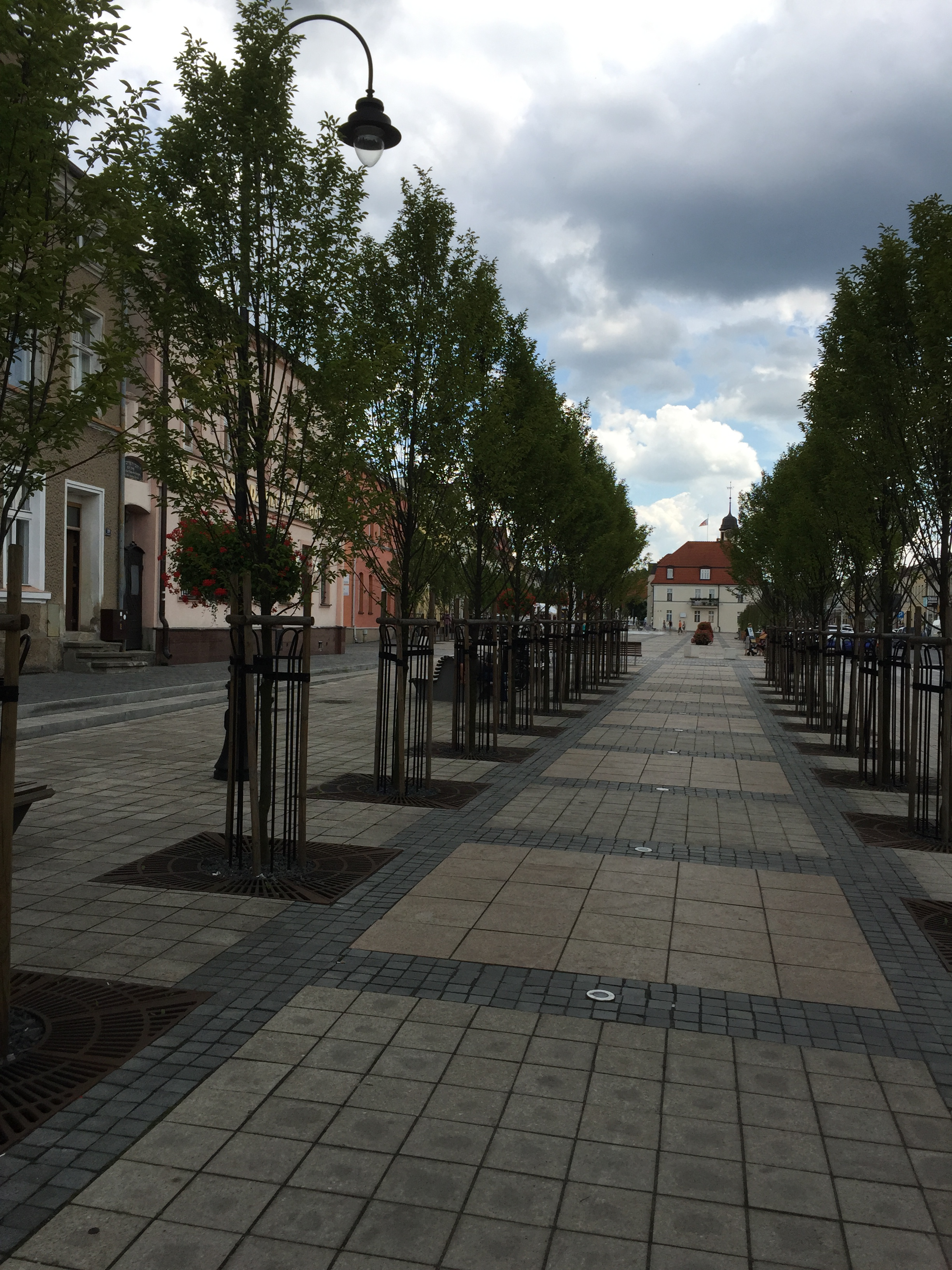
Plac Niepodległości z ratuszem
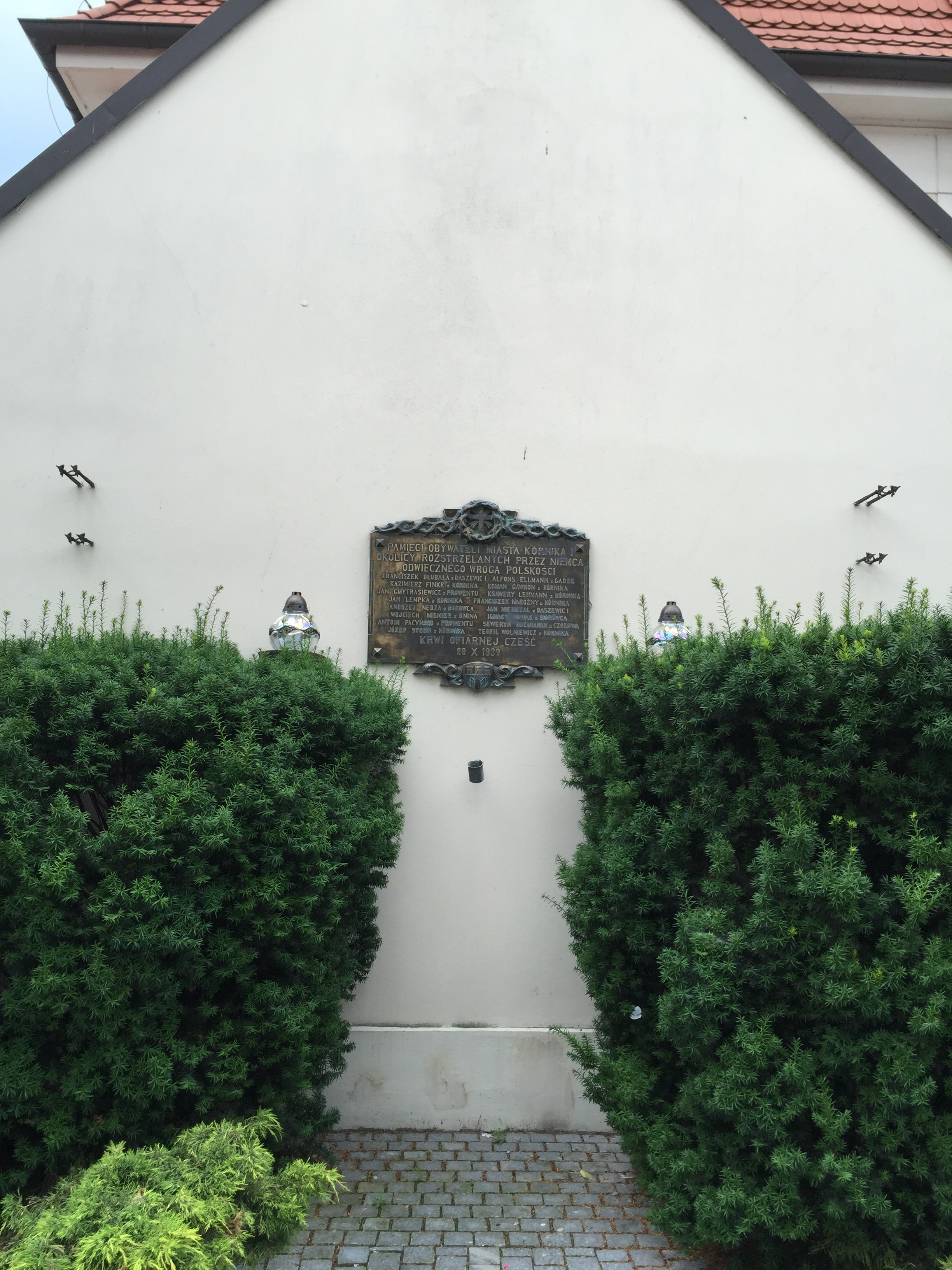
Tablica pamiątkowa na ścianie ratusza